# Elton John
Sir Elton Hercules John CBE (n. 25 martie 1947, Middlesex, Anglia, Regatul Unit) este un cântăreț, compozitor și pianist englez. A lucrat cu partenerul său muzical, Bernie Taupin, din 1967; până în prezent au colaborat la peste 30 de albume.
Într-o carieră de patru decenii, Elton John a vândut peste 450 de milioane de discuri la nivel mondial, devenind unul dintre cei mai de succes artiști din istorie. Melodia sa Candle in the Wind 1997 a fost vândută în peste 37 de milioane de exemplare, fiind una dintre cele mai bine vândute melodii din istorie. A avut peste 50 de melodii Top 40, șapte albume consecutive pe locul 1 în topurile din Statele Unite, 56 de melodii Top 40, 16 melodii Top 10, patru melodii numărul 2 și nouă melodii numărul 1. A câștigat cinci  premii competitive Grammy, un premiu Tony, iar pentru muzica de film The Lion King/Regele Leu a primit în 1995 premiul Oscar și un Glob de Aur. În 2004, revista Rolling Stone l-a poziționat pe locul 49 în Top 100 cei mai buni artiști din istorie.
John a fost inclus în Rock and Roll Hall of Fame în 1994. S-a implicat intens în lupta contra SIDA începând cu sfârșitul anilor 1980 și a fost numit cavaler în 1998. S-a căsătorit cu iubitul său, David Furnish, pe 21 decembrie 2005, și continuă să fie un apărător al comunității LGBT. În 2008, revista Billboard l-a numit cel mai de succes artist masculin din istorie in The Billboard Hot 100 Top All-Time Artists și pe locul trei la general (după The Beatles și Madonna). În 2021, Elton John și Dua Lipa lansează remix-ul Cold Heart, single care ajunge în fruntea clasamentelor în 14 țări, fiind ascultat de peste 700 de milioane de ori pe Spotify.

## Biografie timpurie
John s-a născut Reginald Kenneth Dwight pe 25 martie 1947, ca singurul fiu al lui Stanley și Sheila Eileen (născută Harris) Dwight și a fost crescut în Pinner. Părinții săi nu s-au căsătorit decât atunci când avea șase ani, când familia s-a mutat într-o casa detașată din apropiere. A fost educat la Pinner Wood Junior School, Reddiford School și Pinner County Grammar School până la vârsta de 17 ani când a părăsit școala pentru a începe o carieră în industria muzicală...
Când John a început să se gândească serios la o carieră muzicală, tatăl său a încercat să îl orienteze spre o carieră mai convențională, cum ar fi domeniul bancar. John a declarat ca interpretările și costumațiile sale extravagante de pe scenă erau modalitatea sa de a se elibera de o asemenea copilărie restrictivă. Ambii părinți ai lui John aveau înclinații spre muzică, tatăl său fiind un trompetist în trupa Bob Millar Band, o trupă de fanfară semi-profesională. Soții Dwight au fost mari colecționari de discuri și i-au prezentat lui John cei mai populari cântăreți și muzicieni ai vremii iar John își amintește că a fost imediat prins de muzica rock and roll după ce mama sa a cumpărat discuri cu Elvis Presley și Bill Haley & His Comets în 1956.
John a început să cânte la pian la vârsta de 3 ani și, în mai puțin de un an, mama sa l-a auzit interpretând The Skater's Waltz a lui Winifred Atwell după ureche. După ce a interpretat la petreceri și reuniuni de familie, la vârsta de 7 ani a început să ia lecții de pian formale. A dovedit aptitudini muzicale în timpul școlii, inclusiv abilitatea de a compune melodii. La vârsta de 11 ani a obținut o bursă la Academia Regală de Muzică. 
Pentru următorii cinci ani asista la orele de sâmbătă ale Academiei din centrul Londrei și a declarat că îi făcea plăcere să interpreteze lucrări de Chopin și Bach și să cânte în cor. Dar, în afară de acestea, se considera un elev obișnuit, deși unii instructori au spus că era un "elev model" și că în ultimii ani lua lecții de pian în particular pe lângă orele sale de la Academie.
Mama lui John, deși foarte strictă cu fiul ei, era mai vivace decât soțul ei. Din vreme ce Stanley Dwight nu era interesat de fiul său și era adesea absent, John a fost crescut în principal de mama și bunica sa maternală. Când tatăl sau era acasă, soții Dwight aveau certuri care îl afectau mult. John avea 15 ani când părinții săi au divorțat. Mama s-a recăsătorit cu un pictor, Fred Farebrother, un tată vitreg extrem de grijuliu și devotat de care John s-a atașat și îi spunea Derf (prenumele său scris invers). S-au mutat într-un apartament dintr-o clădire numită Frome Court, nu departe de prima casă. Aici John a compus melodiile care aveau sa îi lanseze cariera. A trăit aici până când a avut patru albume în topul 40 american.

## Carieră

### De la pianist de club la compozitor (1962-1969)
La vârsta de 15 ani, cu ajutorul mamei și tatălui său vitreg, Reginald Dwight a devenit un pianist de weekend la un local din apropiere, hotelul Northwood Hills, cântând de joi până duminică și primind 35 de lire sterline pe săptămână. Cunoscut ca "Reggie", interpreta o serie de piese celebre, inclusiv piese de Jim Reeves și Ray Charles, precum și piese compuse de el.
În 1964, Dwight împreună cu prietenii săi au format trupa Bluesology. În timpul zilei îndeplinea sarcini pentru o companie muzicală iar noaptea ținea spectacole solo în barul unui hotel din Londra și lucra împreună cu Bluesology. La mijlocul anilor 1965, Bluesology însoțea muzicieni de soul și R&B americani precum The Isley Brothers, Major Lance, Billy Stewart, Doris Troy și Patti LaBelle and The Bluebelles. În 1966, trupa a susținut pe Long John Baldry și a interpretat de 16 ori la The Marquee Club.
După ce a eșuat să devină solist vocal pentru King Crimson si Gentle Giant, Dwight a răspuns unui anunț postat în New Musical Express de Ray Williams, la vremea respectivă manager la Liberty Records. La prima lor întâlnire, Williams i-a dat lui Dwight un teanc de versuri scrise de Bernie Taupin, care a răspuns aceluiași anunț. Dwight a compus muzica pentru versuri și le-a trimis lui Taupin prin poștă, începând o prietenie care ține până astăzi. În 1967, ceea ce avea să fie prima melodie Elton John/Bernie Taupin, Scarecrow, a fost înregistrată; când cei doi s-au cunoscut, șase luni mai târziu, Dwight activa sub numele de "Elton John", în omagiu pentru saxofonistul Bluesology Elton Dean și Long John Baldry.
Echipa formată din John și Taupin s-au angajat la DJM Records ca și compozitori în 1968 și pentru următorii doi ani au compus melodii pentru diferiți artiști precum Roger Cook și Lulu. Taupin scria versurile în mai puțin de o oră și le dădea lui John, care compunea muzica pentru ele într-o jumătate de oră, lăsând la o parte versurile dacă nu putea veni repede cu ceva pentru ele.
În această perioadă, John a mai activat ca pianist de studio pentru diferiți artiști, inclusiv pentru melodia He Ain't Heavy, He's My Brother a lui The Hollies.

### De laEmpty SkylaBlue Moves(1969-1976)
La îndemnul publicistului muzical Steve Brown, John și Taupin au început să compună melodii mai complexe pe care John să le înregistreze pentru DJM. Primul single a fost I've Been Loving You (1968), produs de Caleb Quaye, fost chitarist la Bluesology. În 1969, împreună cu Quaye, toboșarul Roger Pope și basistul Tony Murray, John a mai înregistrat încă un single, Lady Samantha, și un album, Empty Sky.
Pentru următorul lor album, Elton John, John și Taupin l-au angajat pe Gus Dudgeon ca producător și pe Paul Buckmaster să se ocupe de aranjamente. Elton John a fost lansat în aprilie 1970 prin DJM Records/Pye Records în Regatul Unit și prin Uni Records în Statele Unite. Primul single de pe album, Border Song, a intrat în Billboard Hot 100, ajungând până pe locul 92. Al doilea single, Your Song, a ajuns în Statele Unite în Top 10, ocupând locul 8 și a devenit primul hit al lui John ca și cântăreț.  Albumul avea să ajungă primul său hit, ajungând până pe locul 4 în Billboard 200.

### Anii '80
Albumul The Fox a fost înregistrat în aceeași perioadă cu al paisprezecelea material al artistului, 21 at 33, și a inclus colaborări cu Tom Robinson și Judie Tzuke. Pe 13 septembrie 1980, Elton susține un concert cu intrare liberă pentru 400,000 de spectatori din Central Park. Albumul Jump Up! este lansat în 1982, cel mai mare hit al compoziției fiind melodia Blue Eyes.
Odată cu lansarea albumului Too Low for Zero în 1983, Elton John se întoarce în topurile internaționale cu melodiile I'm Still Standing și I Guess That's Why They Call It the Blues, ultima fiind o colaborare cu Stevie Wonder, care a cântat la muzicuță. Elton se căsătorește cu prietenul său, Renate Blauel, de Sfântul Valentin, în 1984. Mariajul durează trei ani.
În 1985, John s-a numărat printre artiștii care au participat la concertul caritabil Live Aid, susținut pe Stadionul Wembley. Acesta a cântat piesele Bennie and the Jets, Rocket Man și Don't Go Breaking My Heart, și l-a prezentat pe George Michael, atunci membru al Wham!, să cânte Don't Let the Sun Go Down on Me. În 1986, cântă la pian pe două piese ale albumului heavy metal Rock the Nations, marca Saxon. În 1987, Elton John câștigă un proces împotriva ziarului The Sun, publicație care îl acuzase că plătea băieți pentru servicii sexuale.
Cel mai de succes sinlge din anii '80 al lui Elton a fost That's What Friends Are For, o colaborare cu Dionne Warwick, Gladys Knight și Stevie Wonder. A atins prima poziție în topurile Statelor Unite. Creditată Dionne și prietenii, melodia a strâns fonduri pentru cercetarea în domeniul HIV/SIDA.

## Discografie
Albume de studio
- Empty Sky (1969)
- Elton John (1970)
- Tumbleweed Connection (1970)
- Madman Across the Water (1971)
- Honky Château (1972)
- Don't Shoot Me I'm Only the Piano Player (1973)
- Goodbye Yellow Brick Road (1973)
- Caribou (1974)
- Captain Fantastic and the Brown Dirt Cowboy (1975)
- Rock of the Westies (1975)
- Blue Moves (1976)
- A Single Man (1978)
- Victim of Love (1979)
- 21 at 33 (1980)
- The Fox (1981)
- Jump Up! (1982)
- Too Low for Zero (1983)
- Breaking Hearts (1984)
- Ice on Fire (1985)
- Leather Jackets (1986)
- Reg Strikes Back (1988)
- Sleeping with the Past (1989)
- The One (1992)
- Made in England (1995)
- The Big Picture (1997)
- Songs from the West Coast (2001)
- Peachtree Road (2004)
- The Captain & the Kid (2006)
- The Diving Board (2013)
- Wonderful Crazy Night (2016)
- Regimental Sgt. Zippo (2021)

Albumuri colaborări
- Duets (1993)
- The Union cu Leon Russell (2010)
- Good Morning to the Night cu Pnau (2012)

Coloane sonore și albumuri de teatru
- Friends (1971)
- The Lion King (1994)
- Aida (1998)
- Elton John and Tim Rice's Aida (1999)
- The Muse (1999)
- The Road to El Dorado (2000)
- Billy Elliot (2005)
- Lestat (2005)
- Gnomeo & Juliet (2011)

## Filmografie
- Elton John: Me, Myself & I (2007) autobiografie
- The Country Bears, US (2002) as himself
- Spice World, UK (1997) as himself
- Tommy, UK (1975) as Pinball Wizard
- Born to Boogie, US (1972) as himself with Marc Bolan and Ringo Starr

## Galerie

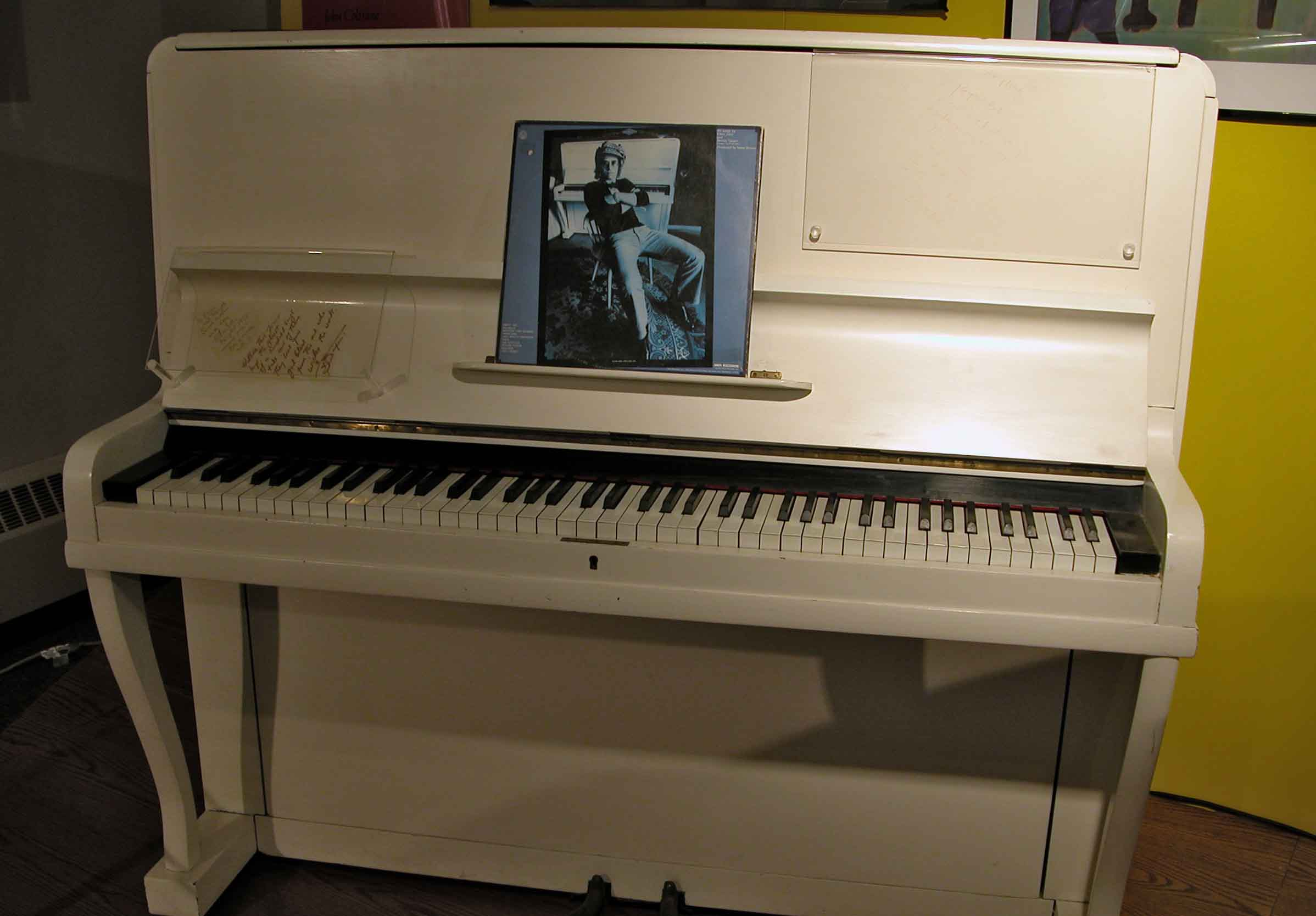
Pianul din 1910 la care Elton John a compus primele sale cinci albume
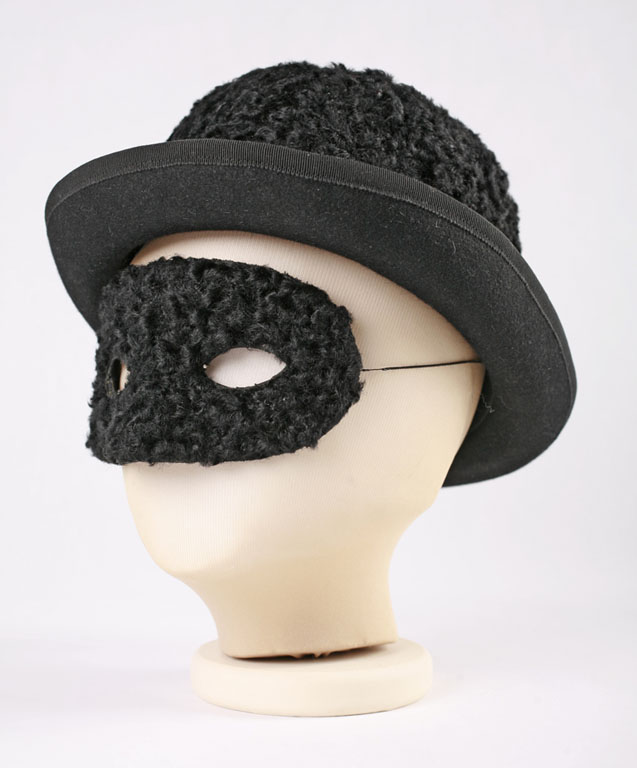
Pălăria și masca din 1970 a lui Elton John, în colecția permanentă a Muzeului de Copii din Indianapolis.
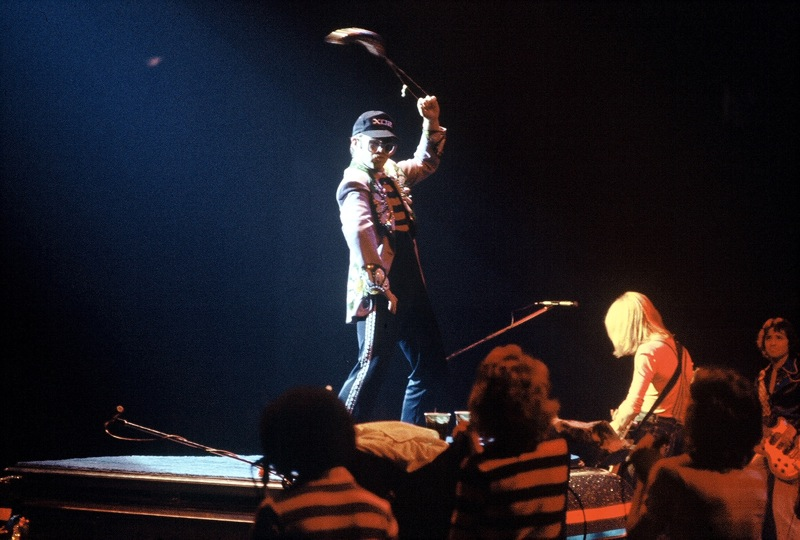
În timpul unui concert, 1975